# Шабурне
Шабурне (фр. Chabournay) насеље је и општина у западној Француској у региону Поату-Шарант, у департману Вијена која припада префектури Поатје.
По подацима из 2011. године у општини је живело 946 становника, а густина насељености је износила 161,99 становника/km². Општина се простире на површини од 5,84 km². Налази се на средњој надморској висини од 93 метара (максималној 110 m, а минималној 77 m).

## Демографија
| 1962. | 1968. | 1975. | 1982. | 1990. | 1999. | 2011. |
| ----- | ----- | ----- | ----- | ----- | ----- | ----- |
| 442   | 484   | 432   | 553   | 689   | 725   | 946   |

График промене броја становника у току последњих година